# Podzamcze (Lublin)
Podzamcze [pronunciación en polaco: /pɔˈd͡zamt͡ʂɛ/] es un pueblo en el distrito administrativo de Gmina Bychawa, dentro del Distrito de Lublin, Voivodato de Lublin, en el este de Polonia. Se encuentra aproximadamente 2 kilómetros al norte de Bychawa y 24 kilómetros al sur de la capital regional, Lublin.